# Tortula israelis
Tortula israelis är en bladmossart som beskrevs av Maurice Bizot och F. Bilewsky 1955. Tortula israelis ingår i släktet tussmossor, och familjen Pottiaceae. Inga underarter finns listade i Catalogue of Life.